# Универзитет пољопривреде и механике (Јеј)
Универзитет пољопривреде и механике (енгл. Yei Agricultural and Mechanical University) је приватна високошколска установа са седиштем у Јеју, главном граду вилајета Западна Екваторија у Јужном Судану. Један је од пет приватних универзитета Јужног Судана. Основан је у јулу 2011. године по проглашењу независности.